# Because I Can
Because I Can – pierwszy album Katy Rose, wydany 27 stycznia 2004.

## Lista utworów
1. "Overdrive"
2. "I Like"
3. "Watching The Rain"
4. "Enchanted"
5. "Catch My Fall"
6. "Snowflake"
7. "Glow"
8. "Teachin’ Myself To Dream"
9. "Vacation"
10. "Original Skin"
11. "Lemon"
12. "Because I Can"

## Single
1. Overdrive
2. I Like